# Los paranoicos
Los paranoicos es una película argentina de 2008 dirigida por Gabriel Medina, escrita por Medina y Nicolás Gueilburt y protagonizada por Daniel Hendler y Jazmín Stuart. Los paranoicos, el primer largometraje de Medina, está catalogado como comedia y se le suman otros géneros como el romántico, el drama y el coming-of-age. La trama gira en torno a Luciano Gauna (Hendler), un treintañero introvertido que aspira a convertirse en guionista pero anima fiestas infantiles; su vida se ve modificada por la llegada de Manuel (Walter Jakob) —un amigo de su juventud que llega después de tener éxito como productor de televisión en España— y su novia Sofía (Stuart), que siente atracción por la peculiar personalidad de Gauna. 
El filme se estrenó en el Buenos Aires Festival Internacional de Cine Independiente y también se proyectó en el Festival Internacional de Cine de Toronto, antes de llegar a las salas de cine argentinas el 23 de octubre de 2008. A pesar de tener resultados pobres en la taquilla, la película obtuvo el Gran Premio del Jurado y el premio al mejor actor (Hendler) en el Festival de Cine Latinoamericano de Biarritz y el Premio a la mejor ópera prima en el Festival de Cine de Lima. Al momento de su estreno, gran parte de las reseñas coincidieron en el buen desempeño de Hendler en el rol de Luciano Gauna. Asimismo, con el paso del tiempo, varios críticos de cine mencionaron a Los paranoicos como uno de los mejores filmes argentinos de la década, formó parte de la lista de las cien mejores películas del cine argentino en 2022 y algunos se han referido a ella como una película de culto.
La película estuvo influenciada por la novela El sueño de los héroes de Adolfo Bioy Casares, según el director, con respecto al «heroísmo y la cobardía, de cómo pesa la mirada del otro». Al mismo tiempo, el director de Los paranoicos se basó en él mismo para crear el personaje principal. El estilo del filme también fue comparado con los trabajos del director Martín Rejtman y con Embriagado de amor de Paul Thomas Anderson.

## Argumento
Luciano Gauna (Daniel Hendler) es un treintañero retraído que desde hace mucho tiempo está tratando de escribir un guion de cine, al mismo tiempo que se gana la vida trabajando como animador de fiestas infantiles en Buenos Aires. Después de enviar a su mejor amigo y compañero de trabajo al hospital con un portazo accidental en la garganta, Luciano se reencuentra con un amigo que no veía desde hacía años. Su amigo, Manuel (Walter Jakob), acaba de volver de España junto a su novia Sofía (Jazmín Stuart) para encargarse de la producción de la versión argentina de «Los Paranoicos», una serie de televisión que ha sido un éxito en España.
Antes de partir por asuntos de trabajo hacia Chile, Manuel le pide a Luciano que le preste medicamentos para dormir a Sofía. Luciano llega a la casa de los padres de Manuel —donde se estaban quedando temporalmente— y se encuentra con Sofía, que después de una discusión con la madre de Manuel, se retira de la casa junto a Luciano y su equipaje. Él la acompaña a un restaurante donde le ofrece los medicamentos pero ella los rechaza. A través de Sofía, Luciano descubre que el personaje de «Los Paranoicos» no solo está inspirado en él sino que también se llama «Luciano Gauna»; el hecho le molesta pero no se lo expresa a Manuel. Al no tener donde quedarse, Sofía pasa esa noche en el departamento de Luciano. Durante el tiempo que Sofía y Luciano conviven, la cercanía sentimental entre ambos crece. 
Tras el regreso de Manuel, éste se reúne con Luciano y le ofrece encargarse de la adaptación y producción de la serie en Argentina, trabajando en una oficina, siendo supervisado por Manuel y cobrando un sueldo muy elevado. Luciano, incómodo, evita darle una respuesta específica a la propuesta y le dice que lo va a pensar. Antes de que se retire, Manuel lo invita a una fiesta de la productora de la serie. La noche siguiente, Luciano asiste a la fiesta donde se encuentra con Manuel y Sofía. Mientras Manuel se encuentra atendiendo otros asuntos, Luciano y Sofía empiezan a bailar. Cuando Manuel vuelve y los encuentra, sale del lugar con ella y tienen una discusión. Poco después, Luciano sale y se encuentra a Manuel solo, que, sorprendido, lo increpa. Luciano le pregunta hacia que dirección fue Sofía y, después de correr, la alcanza.

## Reparto

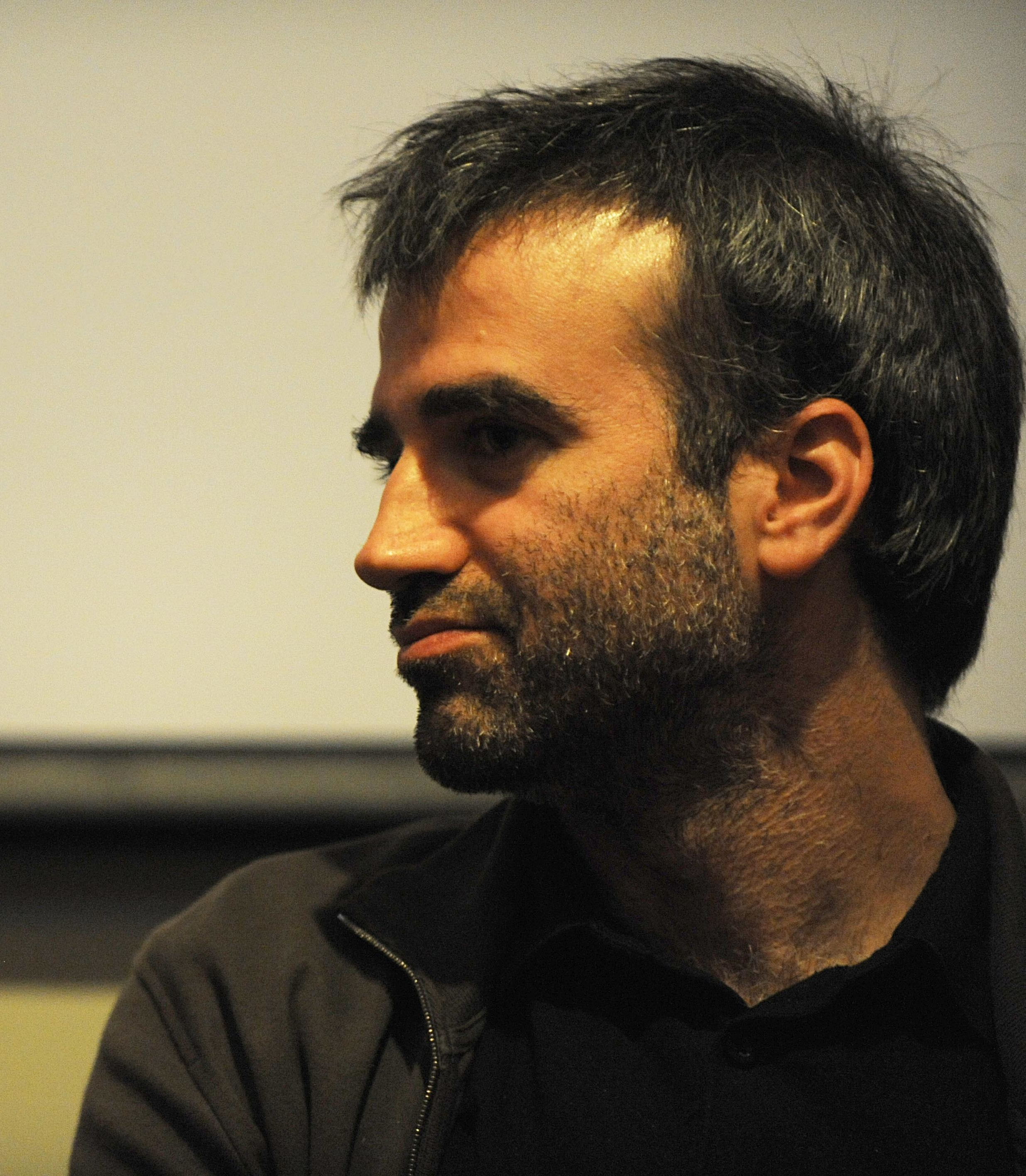
Daniel Hendler dijo sobre su personaje: «Es entre fóbico, reprimido y paranoico. Tiene una fuerza interior que todavía no ha expandido y una bronca importante que no logra hacer fluir, y lo vuelve autodestructivo».

- Daniel Hendler como Luciano Gauna
- Jazmín Stuart como Sofía
- Walter Jakob como Manuel Sinovieck
- Martín Feldman como Martín Sherman
- Miguel Dedovich como Dodi

## Antecedentes y producción
Los paranoicos es el primer largometraje del director Gabriel Medina, que anteriormente había trabajado en cine y televisión como productor, editor, continuista, asistente de dirección y guionista, además de haber dirigido algunos cortometrajes. Fue en la Universidad del Cine de San Telmo donde conoció a la actriz Jazmín Stuart, coprotagonista de Los paranoicos. Desde que comenzó a escribir el guion se mantuvo en conversaciones con Stuart sobre el proyecto porque quería que ella interpretase a Sofía. Años más tarde, Medina conoció a Daniel Hendler durante la filmación de El fondo del mar, película que Hendler protagonizaba y donde Medina era asistente del director. En esos días, Medina le comentó a Hendler sobre un proyecto titulado Punk; más tarde terminó un guion, pensó en él y se reunieron.
Debido a la escena en la que Gauna baila solo en su casa, el director no estaba convencido si el papel iba a ser de Hendler, porque era un actor «muy serio». Hendler comentó: «Le pregunté por la música. Era “Féretro”, de Todos Tus Muertos. En casa, con gran destreza tecnológica, me bajé el tema de internet y me filmé haciendo el playback. Le mandé el material, en una especie de autocasting». Después de ver la grabación, Medina dijo: «es él». Stuart comentó que desde el comienzo de la filmación se sintió cómoda actuando junto a Hendler; era la primera vez que trabajaban juntos —y lo volvieron a hacer para protagonizar Fase 7—, la actriz comentó posteriormente: «Es increíble el trabajo que hace Hendler en Los paranoicos y el de Walter Jacob, también un actorazo». Para su personaje, Daniel Hendler perdió diez kilos, «fue la primera vez que produje un cambio físico para componer», comentó el actor, además volvió a fumar en su vida diaria después de interpretar a su personaje, un fumador.
Fue filmada a principios de año 2007 en Buenos Aires. Según Medina, todo el proceso de realización llevó alrededor de cuatro años desde que comenzó a escribir el guion. Sobre el origen del proyecto, el director declaró: «Los Paranoicos surgió como la necesidad de retratar un mundo que estaba relacionado a mi generación, mi vida, la vida de mis amigos y de los amigos de mis amigos. Veía que nosotros no estábamos presentes en el cine nacional, que no se planteaban conflictos ni mundos como los que trabajé en la película».
Los compositores Lisandro Aloi y Guillermo Guareschi fueron los encargados de realizar la banda sonora de la película. Guareschi, que solo tuvo una semana para componer la música, comentó sobre esa experiencia: «El aire “denso” existía dentro y fuera de la película, Daniel Hendler tenía un personaje agobiado y de cierto estancamiento y confusión y lo que sucedía “afuera de la película” también estaba reflejando en el contenido de la misma».
El personaje principal, Luciano Gauna, toma su apellido de Emilio Gauna, personaje de la novela El sueño de los héroes escrita por Adolfo Bioy Casares. Dicha novela fue una influencia para la película. La mayor influencia del director para crear el personaje fue sí mismo, acerca de eso Stuart comentó: «Gauna se corporiza en Daniel, pero para mí es Gabriel». Como confirmó el propio director, Gauna es su alter ego: «La película soy yo». El guion fue escrito cuando todavía Hendler no estaba ligado al proyecto, más tarde se reescribió ya con Hendler en el papel de Gauna. Muchas de las situaciones de la película están basadas en la realidad, así lo confirmó Medina: «La mayoría de las historias y de las anécdotas que pasan en la película son mías, de amigos míos, de amigos del guionista, de amigos de amigos. Es una historia compuesta por mini historias».

## Recibimiento

### Estreno y taquilla
La película se proyectó el 10 de agosto de 2008 en el Cine Monumental de Rosario como parte de la décima edición del Buenos Aires Festival Internacional de Cine Independiente, donde compitió en la selección oficial internacional. Al mes siguiente, el filme tuvo su estreno internacional en el Festival Internacional de Cine de Toronto. Los paranoicos llegó a los cines de Buenos Aires el 23 de octubre; fue proyectada en solo veinte salas, siendo vista por 4 145 personas y recaudando 58 838 pesos en cuatro días. La baja cantidad de entradas vendidas se debió, en parte, a la competencia en la taquilla que incluía a Burn After Reading de los hermanos Coen y Fast Food Nation de Michael Moore; como consecuencia, la poca suerte inicial con el público hizo que Los paranoicos permaneciera poco tiempo en cartel. A fines de diciembre se proyectó en el Festival Internacional del Nuevo Cine Latinoamericano de La Habana y al año siguiente llegó a otros festivales como South by Southwest, San Francisco, Seattle y Biarritz en Francia.
En julio de 2009 fue lanzada en DVD en Argentina. El mismo año, la productora Oscilloscope Laboratories de Adam Yauch obtuvo los derechos de distribución de la película. En Estados Unidos tuvo un estreno limitado en enero de 2010 y fue editada en DVD en 2011, con el título The Paranoids. En 2022, Los paranoicos se proyectó en el MALBA como parte de una selección de filmes que integraron la lista de las cien mejores películas del cine argentino.

### Crítica
En Argentina, Miguel Frías de Clarín escribió: «Con grandes actuaciones; un clima claustrofóbico de filme de terror (los encierros de Gauna transmiten su miedo al exterior); y una pulsión sexual tensada al extremo, Medina combina elementos narrativos clásicos, sorpresas de autor y final de western urbano sentimental. Cada secuencia está cargada de sentido, pero la película fluye con aparente levedad. Talento de un director que no parece debutante». También fue bien recibida en La Nación, donde Diego Batlle escribió: «Los paranoicos no sólo tiene algo de Szifron y de Rejtman sino que bebe además de referentes literarios (El sueño de los héroes, de Adolfo Bioy Casares) y de modelos extranjeros como Embriagado de amor, del estadounidense Paul Thomas Anderson, para construir una comedia romántica asordinada, enrarecida, contradictoria, llena de hallazgos, pero también de altibajos». En otro artículo para el diario Clarín, Frías también mencionó la influencia de la novela de Bioy Casares en la cinta, en especial en el triángulo interpretativo formado por Hendler, Stuart y Jakob. Luciano Monteagudo del diario Página/12 afirmó que las situaciones del filme tienen «una identidad muy porteña, con personajes siempre reconocibles, a los que sin embargo el director Medina –esquivando los peligros del costumbrismo– evita convertir en estereotipos, están entre lo mejor de la película». Además agregó que Hendler «se apropia de la película». Juan Carlos Fontana de La Prensa describió la película como «una historia existencial y poética sobre jóvenes, como pocas veces los nuevos directores han sabido resolver» y elogió el trabajo de Hendler, afirmando que «consigue uno de los mejores trabajos actorales de su carrera».

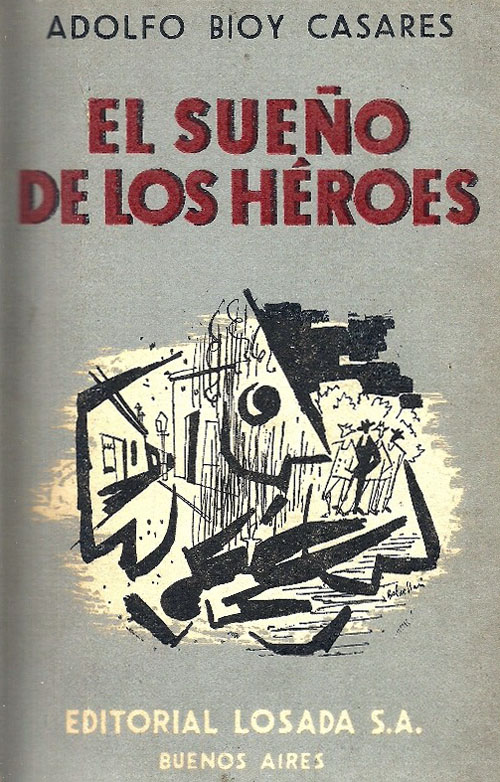
Después de ver la película, varios críticos notaron la influencia de la novela El sueño de los héroes (1954) de Adolfo Bioy Casares. El propio director lo confirmó.

El crítico Stephen Holden de The New York Times publicó: «Los paranoicos está tan bien actuada y tiene tan buen ojo para los detalles (el poster de los Ramones en el apartamento de Luciano certifica su negatividad) que esperas que sus piezas encajen en algo más grande. Pero al igual que su personaje principal, esta inteligente e ingeniosa película con humor se vende mal a sí misma». El semanario Variety resaltó el trabajo de fotografía, montaje, música y diseño de producción para conseguir la «continua atmósfera de leve malestar e inquietud». En la crítica de The Hollywood Reporter se dijo que el director Medina «es incapaz de hacernos interesar lo suficiente por sus principales personajes a pesar de una actuación de Hendler más que convincente». Scott Tobias de The A.V. Club dijo que Medina «afortunadamente se queda corto antes de hacer una gran declaración generacional», pero la película «hace un buen trabajo describiendo la cultura y actitudes juveniles de Buenos Aires».
Cuatro años después de su estreno, escribiendo para el diario La Nación, Javier Porta Fouz se refirió a Los paranoicos como «una de las mejores películas» argentinas de la década de 2000 y subarrayó el uso de la música, la narración del director y los personajes, agregando además que al momento de su llegada a los cines argentinos la cinta fue «injustamente soslayada». En una nota posterior para la Rolling Stone, Porta Fouz mencionó a Los paranoicos como una de las cinco «comedias independientes argentinas del siglo veintiuno». Otros críticos también la incluyeron en sus listas de las mejores películas argentinas de la década: Carlos Federico Rey la colocó en el número siete, Hernán Panessi la colocó en el número nueve y el director Nicolás Teté la colocó en el número diez. El cineasta Sebastián De Caro elogió la película en general y especialmente las escenas de baile de Hendler solo y donde baila con Stuart, afirmando que se trató de una «gran secuencia musical en la historia argentina». Además enalteció la fotografía y la banda sonora. Algunos medios, entre ellos La Nación y el Diario Los Andes, se han referido a Los paranoicos como una película de culto. En una encuesta del año 2022 para determinar las cien mejores películas del cine argentino, Los paranoicos ocupó el puesto número cincuenta y uno.

### Premios
En 2009, la película recibió los premios al mejor actor (Hendler) y ópera prima (Medina) en el Festival de Cine de Lima, y el premio al mejor actor (Hendler) y el premio del jurado (Medina) en el Festival de Cine Latinoamericano de Biarritz en Francia. El mismo año Los paranoicos ganó un premio en la categoría ficción del Festival Internacional de Cine Contemporáneo de México. Además fue nominada en las categorías de mejor ópera prima y revelación femenina (Stuart) en los Premios Cóndor de Plata.
| Organización                                                       | Categoría                  | Ganadores y nominados | Resultado | Ref(s) |
| ------------------------------------------------------------------ | -------------------------- | --------------------- | --------- | ------ |
| Buenos Aires Festival Internacional de Cine Independiente (BAFICI) | Mejor película             | Gabriel Medina        | Nominado  | [ 52 ] |
| Premios Cóndor de Plata                                            | Revelación femenina        | Jazmín Stuart         | Nominada  | [ 54 ] |
| Premios Cóndor de Plata                                            | Mejor ópera prima          | Gabriel Medina        | Nominado  | [ 54 ] |
| Festival de Cine Latinoamericano de Biarritz                       | Mejor actor                | Daniel Hendler        | Ganador   | [ 55 ] |
| Festival de Cine Latinoamericano de Biarritz                       | Premio especial del jurado | Gabriel Medina        | Ganador   | [ 55 ] |
| Festival de Cine de Lima                                           | Mejor actor                | Daniel Hendler        | Ganador   | [ 56 ] |
| Festival de Cine de Lima                                           | Mejor ópera prima          | Gabriel Medina        | Ganador   | [ 56 ] |
| Festival Internacional de Cine Contemporáneo (FICCO)               | Mejor película             | Gabriel Medina        | Ganador   | [ 57 ] |

## Música
La banda sonora fue compuesta por Guillermo Guareschi. El álbum de banda sonora fue editado por la discográfica Ultrapop y estuvo compuesto por canciones rock y pop.
| Música de la película Los paranoicos |                      |                                 |          |  |
| N.º                                  | Título               | Intérprete                      | Duración |  |
| 1.                                   | «El Féretro»         | Todos Tus Muertos               |          |  |
| 2.                                   | «Amigo Piedra»       | Él Mató a un Policía Motorizado |          |  |
| 3.                                   | «Luces»              | Lobo                            |          |  |
| 4.                                   | «El Fondo de la Mer» | Guillermo Guareschi             |          |  |
| 5.                                   | «El Tiempo»          | Hamacas al Río                  |          |  |
| 6.                                   | «¿Que te importa?»   | Lobo                            |          |  |
| 7.                                   | «Blues»              | Guillermo Guareschi             |          |  |
| 8.                                   | «Varieteppapufe»     | Siga la Flecha                  |          |  |
| 9.                                   | «Nada de Nada»       | Farmacia                        |          |  |
| 10.                                  | «Final»              | Guillermo Guareschi             |          |  |
| 11.                                  | «Así»                | Doris                           |          |  |